# Scopula cajanderi
Scopula cajanderi är en fjärilsart som beskrevs av Herz 1904. Scopula cajanderi ingår i släktet Scopula och familjen mätare. Inga underarter finns listade.